# Le Père Lampion
Pour plus de détails, voir Fiche technique et Distribution.
Le Père Lampion est un film français réalisé par Christian-Jaque, sorti en 1934.

## Synopsis
Un homme, sosie parfait du Président de son pays, prend sa place en l'absence de ce dernier. Il promulgue des réformes très populaires et se fait aimer du peuple. Mais le vrai Président réapparaît…

## Fiche technique
- Titre : Le Père Lampion
- Réalisation : Christian-Jaque
- Scénario : Léon Bélières, Jean Kolb, René Pujol
- Photographie : Boris Kaufman
- Montage : Suzanne Girardin
- Musique : Paul Fontaine, Jacques Métehen
- Société de production : Efelka
- Format : Noir et blanc — 35 mm — 1,37:1 — Son : Mono
- Genre : Comédie
- Durée : 98 minutes (1 h 38)
- Date de sortie : 
  - France : 21 décembre 1934

## Distribution
- Félicien Tramel : Lampion/Desnoyaux
- Christiane Delyne : Lulu de Pompadour
- Germaine Charley : Amélie Desnoyaux
- Jacqueline Daix : Hélène
- Léon Bélières : Petit-Morin
- Charles Lemontier : Prosper
- Robert Seller : Dubul
- Nita Raya : Ginette
- Jacques Butin : Alouette
- Anna Lefeuvrier : la marchande des quatre-saisons
- Jean Kolb : Cornillet
- Gaston Mauger : Gargarousse
- Martial Rèbe : l'ambassadeur
- Marcel Vidal : de Vernicel
- Jacqueline Kolb : la rosière
- Paul Ville : le maire
- Vavasseur : le préfet
- Titys
- Marguerite de Morlaye